# Wolfhounds (rugby à XV, féminines)
Pour les articles homonymes, voir Wolfhound.
Actualités
Les Wolfhounds sont une sélection régionale féminine irlandaise de rugby à XV, qui représente les provinces du Leinster et de l'Ulster. Fondée en 2023, l'équipe dispute le Celtic Challenge, la compétition internationale mettant aux prises des sélections régionales écossaises, galloises et irlandaises. 

## Histoire
La fédération irlandaise (IRFU) annonce la création des équipes féminines des Wolfhounds et des Clovers en décembre 2023. Elles prennent la place de l'équipe des Combined Provinces, qui a disputé et remporté la première édition du Celtic Challenge. Disposant de deux places dans la compétition, l'IRFU a choisi de « fusionner » ses provinces : les Wolfhounds représentent ainsi les provinces du Leinster et de l'Ulster. Leur maillot à damier reprend les couleurs des deux provinces, le bleu nuit du Leinster et le blanc de l'Ulster. Toutefois la fédération précise que les deux équipes peuvent sélectionner des joueuses des deux autres provinces afin d'équilibrer les équipes et de couvrir tous les postes.
L'effectif est dévoilé le 20 décembre. Neil Alcorn (ancien entraineur des féminines de l'Ulster) qui dirige l'équipe, assisté par l'ancienne internationale Michelle Claffey (14 sélections). La majeure partie de l'équipe provient des clubs de Blackrock College, Old Belvedere et Railway Union (26 joueuses). Sont également représentés les clubs de Dungannon, Wicklow, Cooke et Queen's University (une joueuse chacun). En termes de représentation des provinces, vingt joueuses viennent du Leinster, et sept représentent l'Ulster. À noter la présence d'une joueuse du Connacht, Ava Ryder.
Le premier match de l'histoire des Wolfhounds a lieu le 29 décembre au Musgrave Park de Cork, chez leurs compatriotes des Clovers. Menées 0-10, les Wolfhounds s'imposent 21-15. Invaincue, l'équipe est sacrée championne à la fin de l'édition 2023-2024 du Celtic Challenge. Quatorze joueuses sont convoquées pour le Six Nations 2024.
En 2024-2025, Neil Acorn est reconduit à son poste. L'encadrement s'étoffe avec l'arrivée de l’ancienne internationale Maz Reilly (54 sélections). Dix nouvelles joueuses intègrent l'effectif. Celui-ci est à nouveau constitué en majorité de joueuses des clubs de Blackrock, Old Belvedere et Railway Union (21 joueuses).

## Palmarès

### Détail du palmarès
- Celtic Challenge :
  - Vainqueur : 2024 et 2025

### Bilan par saison
| Saison    | Classement | Compétition      | Pts | MJ | V | N | D | PM  | PE  | Diff | B | Phase finale |
| --------- | ---------- | ---------------- | --- | -- | - | - | - | --- | --- | ---- | - | ------------ |
| 2023-2024 | 1er        | Celtic Challenge | 32  | 7  | 6 | 1 | 0 | 238 | 130 | +108 | 6 | -            |
| 2024-2025 | 1er        | Celtic Challenge | 44  | 10 | 9 | 0 | 1 | 462 | 125 | +337 | 8 | -            |